# Wiktoryja Radźkowa
Wiktoryja Wiktarauna Radźkowa (błr. Вікторыя Віктараўна Радзькова; ur. 27 kwietnia 2004) – białoruska zapaśniczka startująca w stylu wolnym. 
Zajęła piąte miejsce na mistrzostwach Europy w 2024. Trzecia na MŚ U-23 w 2023 i 2024, a także na ME U-23 w 2024 i 2025. Mistrzyni Europy juniorów w 2024, a także pierwsza wśród kadetek w 2021. Pierwsza na MŚ kadetek w 2021 roku.